# Свещник (връх)
 Тази статия е за върха в Пирин.  За предмета вижте Свещник.  
Свещник (1975,4 m н.в.) е вторият по височина връх на Южен Пирин. Издига се на главното планинско било и има конусовидна форма със стръмни заоблени стръмни склонове. Разположен е южно от седловината Попови ливади (Папаз чаир) и северозападно от връх Ушите, с който се свързва с добре изразена седловина, наричана от някои Сухото езеро. Изграден е от гранити. Подножието му е залесено с гори от бял бор и смърч, а самият връх е гол, покрит със субалпийска тревна растителност. Почвите са кафяви горски. Западно от върха се отделя къс страничен рид, рязко снижаващ се към водослива на реките Крива и Койнарска при Юрушки връх. Основната изходна точка за изкачване на връх Свещник е местността Попови ливади, откъдето може да се стигне за около 2 часа и 30 минути по маркирана пътека.
Във всички по-стари източници върхът е сочен като първенец на Южен Пирин.